# Station Riedseltz
Station Riedseltz is een spoorwegstation in de Franse gemeente Riedseltz.